# Radianță
Radianța sau radianța spectrală este o mărime fotometrică definită ca raportul dintre fluxul luminos total emis de o suprafață și aria acelei suprafețe.
Este limita raportului dintre radiația unei suprafețe, asociată radiațiilor cu lungimea de undă cuprinsă între {\displaystyle \lambda } și {\displaystyle \lambda +\Delta \lambda } și intervalul {\displaystyle \Delta \lambda }, când mărimea acestui interval tinde către zero.